# Begonia grata
Begonia grata là một loài thực vật có hoa trong họ Thu hải đường. Loài này được Geddes mô tả khoa học đầu tiên năm 1928.